# Rodrick Rhodes
Rodrick Rhodes (Jersey City, Nueva Jersey, 24 de septiembre de 1973) es un exjugador y actual entrenador de baloncesto Estadounidense que jugó en 3 temporadas de la NBA, además de hacerlo en la liga griega y en Filipinas. Con 1,98 metros de altura, lo hacía en la posición de alero.

## Trayectoria deportiva

### Universidad
Tras participar en 1992 en el prestigioso McDonald's All-American Team, jugó durante tres temporadas con los Wildcats de la Universidad de Kentucky, donde vivió un conflicto permanente con su entrenador, Rick Pitino, optando por ser transferido a los Trojans de la Universidad del Sur de California. Tras jugar su último año en California, en el total de su carrera promedió 12,6 puntos y 3,7 rebotes por partido.

### Profesional
Fue elegido en la vigésimo cuarta posición del 1997 por Houston Rockets, donde jugó temporada y media, antes de ser traspasado a Vancouver Grizzlies a cambio de Sam Mack. Apenas jugó 10 partidos en Canadá antes de verse envuelto en un traspaso a tres bandas en el que se verían involucrados hasta 9 jugadores, que acabaría firmando por Orlando Magic, equipo del que fue despedido sin llegar a debutar. Casi al final de la temporada 1999-00 ficha como agente libre por Dallas Mavericks, pero solo juega un partido antes de verse de nuevo cortado.
Antes de dar por concluida su carrera, jugó una temporada en el AO Dafni de la liga griega, en Filipinas y finalmente en la USBL.

## Estadísticas de su carrera en la NBA

### Temporada regular
| Temporada | Edad | Equipo              | Liga | P  | TIT | MIN  | TC  | TCA | %TC  | 3P  | 3PA | %3P  | TL  | TLA | %TL  | R.OF. | R.DEF. | REB | ASIS | ROB | TAP | PER | FP  | PTS |
| 1997-98   | 24   | Houston Rockets     | NBA  | 58 | 13  | 18.4 | 1.9 | 5.3 | .367 | 0.0 | 0.1 | .250 | 1.9 | 3.1 | .617 | 0.5   | 0.7    | 1.2 | 1.9  | 1.1 | 0.2 | 1.7 | 2.2 | 5.8 |
| 1998-99   | 25   | TOTAL               | NBA  | 13 | 1   | 12.0 | 1.0 | 4.0 | .250 | 0.1 | 0.5 | .143 | 1.2 | 1.9 | .640 | 0.7   | 0.6    | 1.3 | 0.8  | 0.4 | 0.2 | 1.5 | 1.6 | 3.3 |
| 1998-99   | 25   | Houston Rockets     | NBA  | 3  | 0   | 11.0 | 0.7 | 2.7 | .250 | 0.0 | 0.0 |      | 1.7 | 2.0 | .833 | 0.7   | 0.7    | 1.3 | 0.3  | 0.3 | 0.0 | 1.7 | 1.7 | 3.0 |
| 1998-99   | 25   | Vancouver Grizzlies | NBA  | 10 | 1   | 12.3 | 1.1 | 4.4 | .250 | 0.1 | 0.7 | .143 | 1.1 | 1.9 | .579 | 0.7   | 0.6    | 1.3 | 1.0  | 0.4 | 0.2 | 1.5 | 1.6 | 3.4 |
| 1999-00   | 26   | Dallas Mavericks    | NBA  | 1  | 0   | 8.0  | 0.0 | 3.0 | .000 | 0.0 | 0.0 |      | 0.0 | 0.0 |      | 1.0   | 0.0    | 1.0 | 0.0  | 2.0 | 0.0 | 2.0 | 0.0 | 0.0 |
| Total     |      |                     | NBA  | 72 | 14  | 17.1 | 1.7 | 5.0 | .347 | 0.0 | 0.2 | .200 | 1.8 | 2.8 | .620 | 0.5   | 0.7    | 1.2 | 1.7  | 1.0 | 0.2 | 1.7 | 2.0 | 5.3 |

### Playoffs
| Temporada | Edad | Equipo          | Liga | P | MIN | TCA | TC | 3PA | 3P | TLA | TL | R.OF. | REB | ASIS | ROB | TAP | PER | FP | PTS | %TC  | %3P | %FT  | MIN | PTS | REB | AST |
| 1997-98   | 24   | Houston Rockets | NBA  | 3 | 7   | 2   | 3  | 0   | 0  | 2   | 4  | 0     | 1   | 0    | 1   | 0   | 1   | 0  | 6   | .667 |     | .500 | 2.3 | 2.0 | 0.3 | 0.0 |
| Total     |      |                 | NBA  | 3 | 7   | 2   | 3  | 0   | 0  | 2   | 4  | 0     | 1   | 0    | 1   | 0   | 1   | 0  | 6   | .667 |     | .500 | 2.3 | 2.0 | 0.3 | 0.0 |

### Entrenador
Tras dejar el baloncesto como jugador, ha sido entrenador asistente en las universidades de St. Edward's, Idaho State, Massachusetts y posteriormente, de Seton Hall.